# Aufgrabung

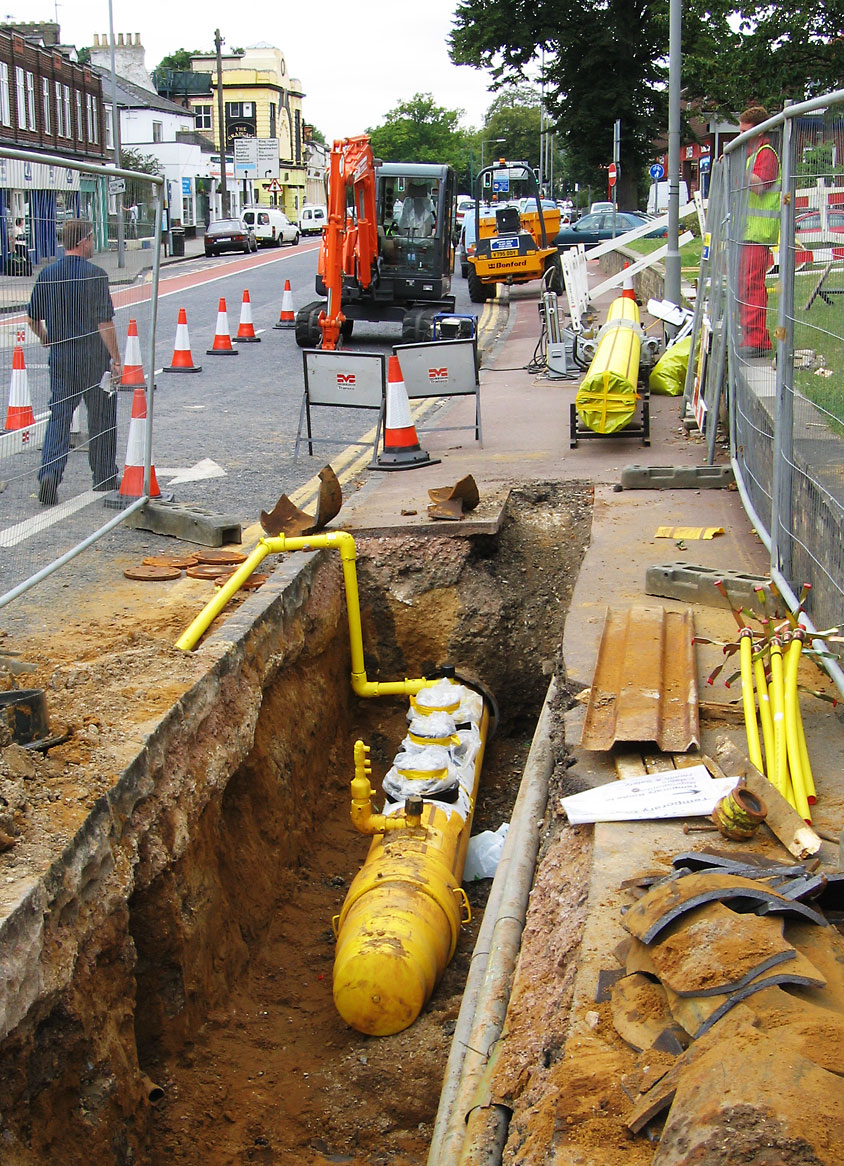
Aufgrabung mit einem Polyethylen-Gasrohr in Cambridge.

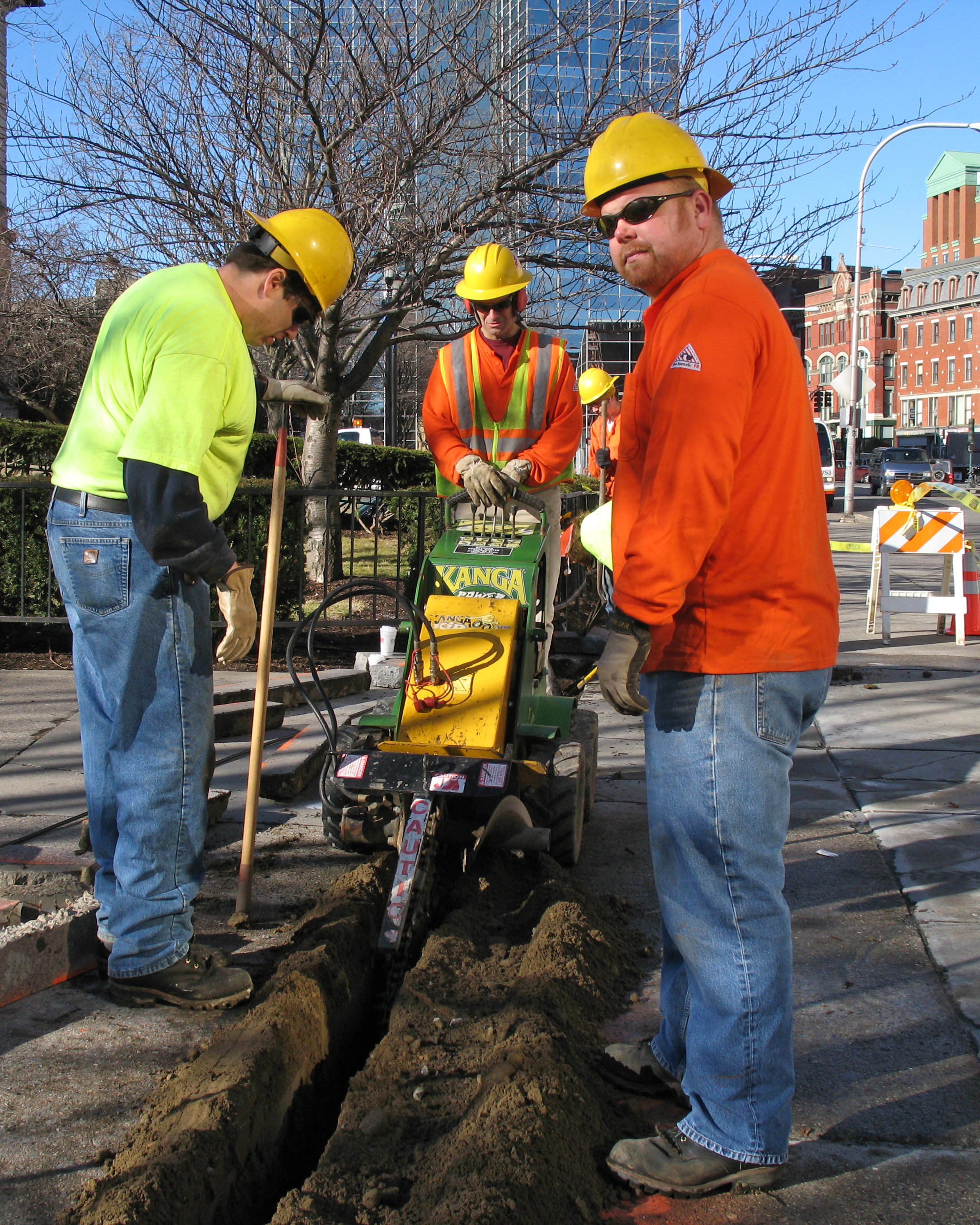
Kleine Aufgrabung für ein Glasfaserkabel mittels Grabenfräse in den USA

Die Aufgrabung oder Künette bzw. Kinette (von frz. cunette, ital. cunetta = Abzugsgraben) ist ein länglicher Aufgrabungsschacht (auch Leitungsschacht oder Leitungsgraben) im Straßenbau zur Leitungsverlegung. Der Begriff Künette wird vorwiegend in Österreich verwendet.

## Eigenschaften
Sie wird üblicherweise zur Verlegung von Leitungen (Gas, Wasser, Strom, Telekommunikation etc.) gegraben. Bei größeren Tiefen (in Österreich gesetzlich ab 1,25 m Tiefe) oder brüchiger Böschung werden die Wände einer Aufgrabung mit Holz oder Verbauboxen stabilisiert, bei Nähe zum Grundwasser wird sie gelenzt. Laut Gesetz dürfen Aufgrabungen von 40 cm Breite oder weniger nicht betreten werden. Bei Querung von Hauseingängen muss die Baugrube tragsicher überdeckt werden.
Nach Leitungsverlegung erfolgt die Abnahme und anschließend die lagenweise Auffüllung der Aufgrabung und Verdichtung des Materials. Die Wiederherstellung der Oberfläche mit bitumösen Belägen, Pflastersteinen, Humus etc., je nach vorherigem Bestand, schließt die Grabung ab. Nach Abwarten einer Beruhigungsfrist (beispielsweise 6 Monate) erfolgt die abschließende Begehung zur Ermittlung eventueller Folgeschäden und Setzungen.

## Reststreifen
Als Reststreifen wird bei Aufgrabungen Deutschland gem. ZTV A-StB 12 die Rücknahme gebundener Deckschichten jenseits des abgetreppten Rückschnitts bezeichnet. Diese wird je nach Art der Deckschicht differenziert:
- Reststreifenbreiten des bituminös befestigten Oberbaus < 0,35 m Breite sind neben den zurückgeschnittenen, bituminösen Schichten bis zum Rand bzw. zur nächsten Fuge zu entfernen.
- Reststreifenbreiten des Oberbaus mit Betondecke < 0,50 m Breite sind neben den zurückgeschnittenen, gebundenen Schichten bis zum Rand bzw. zur nächsten Fuge zu entfernen.
- Reststreifenbreiten der gepflasterten Fahrbahn oder des Parkstreifens < 0,40 m Breite oder 1/2 Bogenbreite der Pflasterung sind neben der zurückgeschnittenen, gepflasterten Schicht bis zum Pflasterrand zu entfernen.